# فيلامانينيت
فيلامانينيت هو معدن من معادن الكبريتيدات، وهو كبريتيد للنحاس مع آثار من فلزات أخرى من الحديد والكوبالت والنيكل، بحيث أن صيغة الوحدة البلورية يمكن كتابتها على الشكل:
Cu,Ni,Co,Fe)S2)، كما توجد دلائل على دخول السيلنيوم مع الكبريت في البنية.
اكتشف المعدن أول مرة سنة 1920 أثناء التنقيب عن النحاس في إسبانيا. سمي المعدن نسبة إلى قرية فيلامانين Villamanín وهي قريبة من مكان الاكتشاف. ولا تزال العينات المكتشفة من هناك من أفضل عينات هذا المعدن جودة.